# مورلی سیفر
مورلی سیفر (انگلیسی: Morley Safer؛ ۸ نوامبر ۱۹۳۱ – ۱۹ مهٔ ۲۰۱۶) یک مجری تلویزیون، روزنامه‌نگار، و نویسنده اهل کانادا بود. وی به مدت طولانی خبرنگار و مجری مجله خبری ۶۰ دقیقه در شبکه سی‌بی‌اس بود. وی همچنین برنده جوایزی همچون جایزه پیبادی و جایزه امی شده است.